# Fuerte (album)
Fuerte è il settimo album in studio del gruppo musicale argentino Miranda!, pubblicato il 21 aprile 2017 dall'etichetta discografica Sony Music.

## Descrizione
Si tratta del primo album pubblicato dalla Sony dopo quindici anni trascorsi insieme all'etichetta Pelo Music, che aveva pubblicato tutti i precedenti lavori del gruppo.
Interamente prodotto dal cantante e leader del gruppo Alejandro Sergi e Cachorro López, così come tutti i dischi del gruppo fin dal terzo album di inediti, il disco contiene dodici brani tra cui due collaborazioni: una con la cantante e attrice uruguayana Natalia Oreiro (nel brano Tu hombre) e un'altra con il messicano Jesús Navarro, cantante dei Reik.
È stato anticipato nel novembre del 2016 dalla pubblicazione del singolo 743, seguito nel mese di gennaio 2017 da Quiero vivir a tu lado, brano realizzato come colonna sonora di una omonima telenovela con Mike Amigorena, Paola Krum e Florencia Peña. Nel corso nel 2017 sono stati pubblicati come singoli anche En esta noche, Enero e Cálido y rojo; quest'ultimo fu ripubblicato nel 2020 in una nuova versione con un duetto di Benjamin Amadeo. Un ulteriore singolo fu pubblicato nel giugno 2018, Tu padre.
Si tratta del primo album pubblicato dal gruppo argentino nella forma di duo musicale, in quanto il batterista, Nicolás "Monoto" Grimaldi, annunciò la separazione del gruppo nel gennaio del 2017. Grimaldi appare comunque nei crediti dell'album che aveva parzialmente iniziato a registrare.

## Accoglienza e critica
A giudizio degli stetti cantanti del gruppo, il disco risultava essere atipico rispetto ai precedenti, definendolo inoltre come una "raccolta di canzoni", in linea con l'evoluzione della fruizione della musica, sempre meno legata all'ascolto di interi album discografici a causa della diffusione delle piattaforme di ascolto in streaming.
L'album, considerato atipico dalla critica rispetto alla produzione del gruppo, ritrae nella copertina del disco disegnata come quella del precedente Safari da Alejandro Ros i due cantanti, Alejandro Sergi e Juliana Gattas, vestiti da sposi, ma a parti invertite. Inoltre, la Gattas (vestita con abiti maschili) maniente in braccio Sergi (in abito da sposa).
Descritto come "ballabile ma con ritmi più rilassati" rispetto ai precedenti album, è stato considerato dalla critica un disco pop con elementi di diversi generi musicali, come l'elettropop, il synthpop e il rock argentino, ma anche funk e disco.
Ricevute due nomination al Premios Gardel 2018 per le categorie "Best Cover Design" e "Best Pop Group Album", ha vinto in quest'ultima categoria, diventando il quinto album del gruppo a ottenere questo risultato. Ha inoltre ricevuto una nomination ai Latin Grammy Awards 2017 nella categoria "Best pop rock album".

## Tracce
CD (Sony 88985395542 / EAN 0889853955428)
1. 743 – 3:26 (Cachorro López, Alejandro Sergi)
2. Cálido y rojo – 3:29 (Cachorro López, Alejandro Sergi)
3. Lejos de mi alcance – 3:06 (Alejandro Sergi)
4. No – 4:08 (Cachorro López, Alejandro Sergi)
5. Ahora que soy cantante – 3:03 (Alejandro Sergi)
6. Amante amigo – 3:49 (Cachorro López, Alejandro Sergi)
7. Enero (feat. Jesús Navarro) – 3:33 (Cachorro López, Alejandro Sergi)
8. En esta noche – 2:52 (Alejandro Sergi)
9. Tu hombre (feat. Natalia Oreiro) – 3:08 (Alejandro Sergi)
10. Tu padre – 3:07 (Cachorro López, Alejandro Sergi)
11. Quiero vivir a tu lado – 3:16 (Cachorro López, Alejandro Sergi)
12. Mala señal – 3:40 (Alejandro Sergi)

Durata totale: 40:37

## Riconoscimenti
- 2018 - Premios Gardel come Best Pop Group Album[10]

Nomination
- 2018 - Premios Gardel come Album Of The Year[9]

- 2018 - Latin Grammy Awards come Miglior album pop rock[11]

## Classifiche
| Paese     | Posizione raggiunta |
| --------- | ------------------- |
| Argentina | 18                  |

## Formazione
- Alejandro Sergi - voce, produzione, composizione, tastiere, chitarra, programmazione
- Juliana Gattas - voce

Altri musicisti
- Cachorro López - basso (tracce 1, 5, 6); tastiere (tracce 1, 2, 4, 5, 6, 10, 11); programmazione (tracce 1, 2, 4, 5, 6, 10, 11)
- Natalia Oreiro - voce (traccia 9)
- Jesús Navarro - voce (traccia 7)
- Sebastián Schon - programmazione (tracce 1, 2, 4, 6, 7, 10, 11, 12); sax (traccia 10)
- Gabriel Lucena - tastiere (tracce 2, 3); programmazione (tracce 2, 3); chitarra (traccia 2); basso (traccia 3)
- Anuk Sforza - chitarra (tracce 2, 3, 7, 11, 12)
- Ludo Morell - batteria (tracce 2, 3, 11, 12)
- Demián Nava - tastiere (tracce 1, 4, 10); programmazione (tracce 1, 4, 10)
- Didi Gutman - tastiere (tracce 4, 7)
- Nicolás "Monoto" Grimaldi - basso (7, 11, 12); frase (traccia 1)
- Demir Lulja - violino (traccia 7)
- César Sogbe - mixaggio
- Brad Blackwood - mastering